# Harry Potter và Hội Phượng Hoàng (phim)
Harry Potter và Hội Phượng hoàng, hoặc Harry Potter và Mệnh lệnh Phượng hoàng (tựa gốc tiếng Anh: Harry Potter and the Order of the Phoenix), là một bộ phim giả tưởng năm 2007 của đạo diễn David Yates và được phát hành bởi Warner Bros. Pictures. Phim dựa trên cuốn tiểu thuyết cùng tên năm 2003 của J. K. Rowling. Đây là phần phim thứ năm trong loạt phim Harry Potter, được viết bởi Michael Goldenberg (đây là phần phim duy nhất trong loạt phim không do Steve Kloves viết kịch bản) và được sản xuất bởi David Heyman và David Barron. Phim có sự tham gia của Daniel Radcliffe trong vai Harry Potter, cùng với Rupert Grint và Emma Watson trong vai những người bạn thân nhất của Harry là Ron Weasley và Hermione Granger. Câu chuyện của phim kể về năm thứ năm của Harry tại Trường Phù thủy và Pháp sư Hogwarts khi Bộ Pháp thuật phủ nhận sự trở lại của Chúa tể Voldemort. Bộ phim là phần tiếp theo của Harry Potter và Chiếc cốc lửa (2005) và tiếp theo là Harry Potter và Hoàng tử lai (2009).
Quá trình quay phim diễn ra ở Anh và Scotland cho các địa điểm bên ngoài và Xưởng phim Leavesden ở Watford cho các địa điểm bên trong từ tháng 2 đến tháng 11 năm 2006, với thời gian nghỉ một tháng vào tháng 6. Quá trình hậu kỳ của bộ phim tiếp tục trong vài tháng sau đó để thêm vào các hiệu ứng hình ảnh. Kinh phí của bộ phim được báo cáo là từ 75 đến 100 triệu bảng Anh (150–200 triệu đô la). Warner Bros đã phát hành bộ phim ở Bắc Mỹ vào ngày 11 tháng 7 năm 2007 và tại Vương quốc Anh vào ngày 12 tháng 7, cả ở rạp thông thường và IMAX; đây là bộ phim Harry Potter đầu tiên được phát hành dưới dạng IMAX 3D.
Hội Phượng hoàng có doanh thu khởi chiếu 5 ngày trên toàn thế giới là 333 triệu USD và thu về tổng cộng 942 triệu USD, trở thành bộ phim có doanh thu cao thứ hai trong năm 2007. Bộ phim được đề cử cho hai Giải thưởng điện ảnh BAFTA vào năm 2008. Nó được coi là một trường hợp hạch toán của Hollywood, vì Warner Bros tuyên bố bộ phim đã lỗ 167 triệu đô la, bất chấp tổng doanh thu của nó.

## Nội dung
Trong kỳ nghỉ hè tại nhà Dursley, Harry Potter và Dudley bị tấn công bởi Bọn Giám ngục, Harry đẩy lùi chúng bằng cách sử dụng thần chú Thần hộ mệnh. Bộ Pháp thuật phát hiện ra Harry sử dụng phép thuật và trục xuất anh khỏi trường Hogwarts, mặc dù sau đó cậu đã được miễn tội.
Hội Phượng hoàng, một tổ chức bí mật do Albus Dumbledore thành lập, thông báo cho Harry rằng Bộ Pháp thuật không biết gì về sự trở lại của Chúa tể Voldemort. Tại trụ sở của Hội, cha đỡ đầu của Harry, Sirius Black, đề cập rằng Voldemort đang tìm kiếm một vật thể mà hắn ta thiếu trước đây; Harry tin rằng nó là một vũ khí.
Bộ trưởng Bộ Pháp thuật Cornelius Fudge đã bổ nhiệm Dolores Umbridge làm giáo viên môn Phòng chống Nghệ thuật Hắc ám mới của Hogwarts. Việc Umbridge từ chối dạy các phép thuật phòng thủ khiến bà và Harry xảy ra xung đột. Harry buộc phải viết những dòng "nói dối" về Voldemort. Một cây bút ma thuật khắc những dòng chữ vào tay cậu khi viết. Ron và Hermione rất tức giận, nhưng Harry từ chối nói với cụ Dumbledore, người đã xa lánh Harry. Khi Umbridge giành quyền kiểm soát trường học nhiều hơn, Ron và Hermione giúp Harry thành lập "Quân đoàn Dumbledore", một nhóm bí mật dạy học sinh các phép thuật phòng thủ. Umbridge tuyển dụng các học sinh Nhà Slytherin cho một Biệt đội Điều tra để theo dõi các học sinh khác. Trong khi đó, Harry và Cho Chang nảy sinh tình cảm với nhau.
Một đêm, Harry hình dung Arthur Weasley bị tấn công tại Bộ, nhìn nó từ góc độ của kẻ tấn công. Lo ngại rằng Voldemort sẽ khai thác mối liên hệ này với Harry, cụ Dumbledore đã yêu cầu Severus Snape dạy Harry Bế quan Bí thuật bảo vệ tâm trí khỏi ảnh hưởng của Voldemort. Trong một buổi học, Harry nhìn thấy ký ức của Snape về việc cha cậu, James, đã bắt nạt và hành hạ Snape ở trường như thế nào. Mối liên hệ giữa Harry và Voldemort càng khiến Harry bị cô lập khỏi những người bạn của mình. Trong khi đó, Bellatrix Lestrange, Tử thần Thực tử loạn trí và là em họ của Sirius, trốn thoát khỏi nhà tù Azkaban cùng với chín Tử thần Thực tử khác. Tại Hogwarts, Umbridge và Biệt đội Điều tra của mụ vạch mặt Quân đoàn Dumbledore. Dumbledore, bị cáo buộc sai đã tạo ra đội, trốn thoát khi Fudge ra lệnh bắt giữ. Harry tin rằng Cho đã phản bội Quân đoàn Dumbledore để đến với Umbridge, kết thúc mối quan hệ chớm nở của họ. Umbridge trở thành Hiệu trưởng mới.
Harry trải qua một viễn cảnh rằng Voldemort đang tra tấn Sirius. Harry, Ron và Hermione vội vã đến văn phòng của Umbridge để báo cho họ qua Mạng Floo. Umbridge bắt được họ và, khi mụ sắp trừng phạt Harry, Hermione tuyên bố cụ Dumbledore đã giấu một "vũ khí bí mật" trong Rừng Cấm. Mụ và Harry dẫn Umbridge đến nơi Grawp, người em cùng cha khác mẹ khổng lồ của Hagrid, bị giam giữ. Các nhân mã đối đầu với họ và bắt cóc Umbridge sau khi mụ lăng mạ và tấn công họ. Harry, Hermione, Ron, Luna, Neville và Ginny bay đến Bộ Pháp thuật trên lưng những con Vong Mã để cứu Sirius.
Nhóm sáu học sinh bước vào Sở Bí mật và thu hồi vật thể mà Voldemort đang theo đuổi, một lời tiên tri đóng chai mang tên Harry. Những Tử thần Thực tử, bao gồm Lucius Malfoy và Bellatrix Lestrange, phục kích cả nhóm. Lucius tiết lộ rằng việc Harry nhìn thấy Sirius bị tra tấn là một mưu mẹo để thu hút anh ta đến đó. Harry từ chối đưa ra lời tiên tri cho Lucius, và một cuộc chiến giữa Quân đoàn Dumbledore và các Tử thần Thực tử xảy ra. Các Tử thần Thực tử chế ngự các học sinh và buộc Harry phải đầu hàng lời tiên tri. Khi Harry đưa nó cho Lucius, Sirius và Remus Lupin đến cùng với các thành viên của Hội là Nymphadora Tonks, Kingsley Shacklebolt và Moody Mắt Điên. Khi họ tấn công các Tử thần Thực tử, Lucius đã đánh rơi lời tiên tri, phá hủy nó. Trong lúc Sirius áp đảo Lucius, Bellatrix giết Sirius.
Voldemort xuất hiện, nhưng ngay trước khi hắn có thể giết Harry, cụ Dumbledore đến. Một trận đấu bạo lực nổ ra, phá hủy phần lớn Atrium, trong khi Bellatrix trốn thoát. Hai pháp sư ngang tài ngang sức nên Voldemort chiếm hữu cơ thể của Harry, muốn cụ Dumbledore hy sinh cậu. Tình yêu mà Harry dành cho bạn bè và gia đình của mình nhanh chóng đánh bật Voldemort. Các quan chức của Bộ đến trước khi Voldemort biến mất; Fudge thừa nhận rằng Voldemort đã trở lại và từ chức trong sự ô nhục. Umbridge bị sa thải và cụ Dumbledore trở lại làm hiệu trưởng trường Hogwarts. Dumbledore giải thích rằng ông đã tách mình ra khỏi Harry để ngăn Voldemort khai thác mối liên hệ của họ. Ông cũng tiết lộ lời tiên tri. Khi đau buồn về cái chết của Sirius, Harry cố gắng chấp nhận lời tiên tri: "Không ai có thể sống sót trong khi người kia còn tồn tại."

## Diễn viên
- Daniel Radcliffe trong vai Harry Potter: Một phù thủy người Anh 15 tuổi nổi tiếng vì sống sót sau vụ giết cha mẹ dưới tay của Voldemort khi còn là một đứa trẻ, hiện đang bước vào năm thứ năm tại Trường Phù thủy và Pháp sư Hogwarts.
- Rupert Grint trong vai Ron Weasley: Bạn thân nhất của Harry tại Hogwarts.
- Emma Watson trong vai Hermione Granger: Người bạn gốc Muggle thân nhất của Harry và là bộ não của nhóm ba người bạn.
- Helena Bonham Carter trong vai Bellatrix Lestrange: Một trong những Tử thần Thực tử trung thành nhất của Voldemort và là chị họ của Sirius Black.
- Robbie Coltrane trong vai Rubeus Hagrid: Người gác cổng nửa người khổng lồ và là giáo viên môn Chăm sóc Sinh vật Huyền bí tại Hogwarts và là thành viên của Hội Phượng hoàng.
- Ralph Fiennes trong vai Chúa tể Voldemort: Thủ lĩnh của Tử thần Thực tử, một phù thủy hắc ám có ý định chinh phục Thế giới Phù thủy.
- Michael Gambon trong vai Albus Dumbledore: Hiệu trưởng huyền thoại của trường Hogwarts và là thủ lĩnh của Hội Phượng hoàng.
- Brendan Gleeson trong vai Moody Mắt Điên: Cựu Thần Sáng và là thành viên của Hội Phượng hoàng.
- Richard Griffiths trong vai Vernon Dursley: Ông chú Muggle của Harry.
- Jason Isaacs trong vai Lucius Malfoy: Một Tử thần Thực tử cao cấp được ân xá một cách sai lầm.
- Gary Oldman trong vai Sirius Black: Cha đỡ đầu của Harry và là thành viên của Hội Phượng hoàng.
- Alan Rickman trong vai Severus Snape: Giáo viên môn Độc dược tại Hogwarts và là người đứng đầu Nhà Slytherin.
- Fiona Shaw trong vai Petunia Dursley: Bà dì Muggle của Harry.
- Maggie Smith trong vai Minerva McGonagall: Giáo viên môn Biến hình tại Hogwarts và là thành viên của Hội Phượng hoàng.
- Imelda Staunton trong vai Dolores Umbridge: Giáo viên mới của môn Phòng chống Nghệ thuật Hắc ám và là một phần tử từ Bộ Pháp thuật thối nát.[9]
- David Thewlis trong vai Remus Lupin: Giáo viên cũ của môn Phòng chống Nghệ thuật Hắc ám của Harry và là thành viên của Hội Phượng hoàng.
- Emma Thompson trong vai Sybill Trelawney: Giáo viên môn Tiên tri tại Hogwarts.
- Julie Walters trong vai Molly Weasley: mẫu hệ nhà Weasley và là mẹ nuôi của Harry, cũng là thành viên của Hội Phượng hoàng.

Mark Williams xuất hiện trong vai chồng của Molly Weasley, Arthur, một thành viên của Hội Phượng hoàng. Warwick Davis đóng vai Filius Flitwick, giáo viên dạy bùa của trường, nhạc trưởng và người đứng đầu Nhà Ravenclaw trong khi David Bradley đóng vai người chăm sóc Hogwarts, Argus Filch. Tom Felton, Jamie Waylett và Joshua Herdman đóng vai các học sinh Slytherin là Draco Malfoy, Vincent Crabbe và Gregory Goyle. James và Oliver Phelps, Bonnie Wright và Chris Rankin đóng vai anh chị em của Ron, Fred, George, Ginny và Percy trong khi Devon Murray, Alfred Enoch và Matthew Lewis đóng vai các học sinh của Nhà Gryffindor, Seamus Finnigan, Dean Thomas và Neville Longbottom. Katie Leung đóng vai Cho Chang, người yêu của Harry. Robert Hardy đóng vai Bộ trưởng Bộ Pháp thuật, Cornelius Fudge. Harry Melling đóng vai anh họ của Harry, Dudley Dursley.
Evanna Lynch tham gia vào vai học sinh Nhà Ravenclaw Luna Lovegood. Timothy Bateson lồng tiếng cho gia tinh Kreacher và Tony Maudsley đóng vai Grawp, em trai cùng cha khác mẹ của Hagrid. Kathryn Hunter đóng vai hàng xóm của nhà Dursley, bà Figg. George Harris và Natalia Tena đóng vai các thành viên của Hội Phượng hoàng, Kingsley Shacklebolt và Nymphadora Tonks.

## Sản xuất

### Phát triển
Đạo diễn truyền hình người Anh David Yates được chọn chỉ đạo bộ phim sau khi đạo diễn Mike Newell của Harry Potter và Chiếc cốc lửa, cũng như Jean-Pierre Jeunet, Guillermo del Toro, Matthew Vaughn và Mira Nair từ chối lời đề nghị. Yates tin rằng anh ấy đã được tiếp cận vì hãng phim thấy anh ấy phù hợp để xử lý một bộ phim "sắc sảo và tình cảm" với "cốt truyện chính trị", mà một số dự án truyền hình trước đây của anh ấy đã chứng minh bao gồm State of Play, Sex Traffic and The Girl in the Café. Nhà sản xuất David Heyman ủng hộ nhận xét của Yates về chủ đề chính trị của bộ phim, nói rằng "[Hội Phượng hoàng] là một bộ phim chính trị, không phải viết hoa chữ P, mà nó nói về sự nổi loạn của thanh thiếu niên và sự lạm dụng quyền lực. David đã làm phim ở Vương quốc Anh về chính trị mà không nặng tay." Về khía cạnh chính trị và xã hội của bộ phim, Emma Watson nói rằng "bằng cách nào đó nó nói về cuộc sống sau ngày 7 tháng 7 , cách mọi người cư xử khi họ sợ hãi, cách sự thật thường bị phủ nhận và tất cả những điều mà xã hội chúng ta phải đối mặt. Đối mặt với thực tế là quyền lực bị tha hóa có nghĩa là có một cách tiếp cận không phù hợp với thực tế và quyền lực."
Steve Kloves, nhà biên kịch của bốn phần phim Potter đầu tiên, đã có những cam kết khác. Michael Goldenberg, người được coi là chấp bút cho bộ phim đầu tiên trong loạt phim, đã điền và viết kịch bản. Kloves sau đó quay lại viết tất cả các phần còn lại của bộ truyện.
Mark Day là nhà biên tập phim, Sławomir Idziak là nhà quay phim, và Jany Temime là nhà thiết kế trang phục. Biên đạo múa Paul Harris, người trước đây đã làm việc với David Yates vài lần, đã tạo ra một ngôn ngữ vật lý cho chiến đấu bằng đũa phép để dàn dựng các cảnh chiến đấu bằng cây đũa phép.

### Tuyển diễn viên
Quá trình tuyển diễn viên bắt đầu sớm nhất là vào tháng 5 năm 2005, khi Radcliffe thông báo anh sẽ đóng lại vai Harry. Trên khắp các phương tiện truyền thông điên cuồng diễn ra trong thời gian phát hành Chiếc cốc lửa, hầu hết các diễn viên chính trở lại đã thông báo trở lại loạt phim, bao gồm Grint, Watson, Lewis, Wright, Leung và Fiennes.
Thông báo về việc tuyển chọn các nhân vật mới còn lại trong loạt phim đã được kéo dài suốt năm 2006. Evanna Lynch đã giành được vai Luna Lovegood trước 15.000 cô gái khác đã tham dự cuộc gọi tuyển diễn viên mở, chờ đợi trong một dòng hy vọng kéo dài dài một dặm. Saoirse Ronan đã thử vai nhưng bị coi là quá trẻ.
Những tin đồn dai dẳng liên kết Elizabeth Hurley với vai Bellatrix Lestrange, mặc dù Warner Bros. khẳng định "không có bất kỳ sự thật nào" khi báo cáo rằng cô đã được chọn. Ngay từ tháng 8 năm 2005, tin đồn bắt đầu liên kết Helen McCrory với vai diễn này. Vào ngày 2 tháng 2 năm 2006, có thông báo rằng McCrory thực sự đã được chọn vào vai Bellatrix. Tuy nhiên, vào tháng 4 năm 2006, cô tiết lộ rằng mình đang mang thai ba tháng và rút khỏi bộ phim vì cô sẽ không thể thực hiện các phân cảnh chiến đấu căng thẳng trong Bộ Pháp thuật vào tháng 9 và tháng 10 năm 2006. Bonham Carter thông báo đã được diễn lại trong vai diễn được thực hiện vào ngày 25 tháng 5 năm 2006. McCrory sau đó được chọn vào vai Narcissa Malfoy từ Harry Potter và Hoàng tử lai trở đi.
Việc thêm hoặc bớt một số nhân vật đã làm dấy lên suy đoán từ người hâm mộ về tầm quan trọng của các nhân vật trong cuốn sách cuối cùng của bộ truyện, được phát hành chỉ mười ngày sau bộ phim. Vào tháng 4 năm 2006, đại diện của Jim McManus cho biết anh ấy sẽ đóng vai Aberforth Dumbledore, anh trai của Albus và là người phục vụ của Hog's Head, trong đó Harry và những người bạn của anh ấy đã thành lập Đội quân của Dumbledore. Một tuần sau, WB thông báo rằng vai diễn này là "rất nhỏ", làm giảm bớt một số suy đoán về tầm quan trọng của vai trò, mà trước khi xuất bản cuốn sách cuối cùng, thậm chí không phải là một phần nói. MTV đưa tin vào tháng 10 năm 2006 rằng Gia tinh Dobby, người xuất hiện trong bộ phim thứ hai, Phòng chứa bí mật, và trong cuốn thứ năm, sẽ bị cắt, mở ra "câu hỏi cốt truyện" về vai trò của yêu tinh sẽ được lấp đầy như thế nào. MTV cũng báo cáo khoảng một tháng trước khi phát hành cuốn sách cuối cùng rằng Kreacher, gia tinh của gia đình Da đen, đã bị cắt khỏi bộ phim trong một bản nháp kịch bản. Rowling khuyến khích các nhà làm phim bao gồm anh ta, nói rằng, "Bạn biết đấy, tôi sẽ không [cắt đứt] anh ta nếu tôi là bạn. Hoặc bạn có thể, nhưng nếu bạn làm phim thứ bảy, bạn sẽ bị ràng buộc", anh ấy đã được thêm lại vào kịch bản.
Các vai phụ khác đã bị cắt với các bản thảo kịch bản sau đó. Tại buổi ra mắt phim Chiếc cốc lửa ở Mỹ, nhà sản xuất David Heyman cho biết cựu giáo sư trường Hogwarts, Gilderoy Lockhart, do Kenneth Branagh thủ vai trong Harry Potter và Phòng chứa bí mật , nằm trong bản thảo đầu tiên của kịch bản cho Hội Phượng hoàng. Cả Branagh và nhân vật Lockhart đều không xuất hiện trong phiên bản cuối cùng. Tiana Benjamin đã được lên kế hoạch trở lại bộ phim trong vai Angelina Johnson, đội trưởng của đội Quidditch nhà Gryffindor, nhưng cô đã phải rút lui vì cam kết đóng Chelsea Fox trong EastEnders. Nhân vật, cũng như toàn bộ cốt truyện phụ của Quidditch, cuối cùng đã bị cắt khỏi bộ phim. Benjamin đã ghi lại các đoạn âm thanh cho trò chơi điện tử Hội Phượng hoàng.
Gia đình của cầu thủ bóng đá Theo Walcott xuất hiện với tư cách khách mời trong phim. Họ đã được ký kết bởi đạo diễn David Yates, đối tác của Yvonne Walcott, dì của Theo. Bản thân Theo dự kiến sẽ xuất hiện cùng gia đình, mặc dù cam kết của anh với Câu lạc bộ bóng đá Arsenal buộc anh phải rút lui.

### Thiết kế trường quay
Stuart Craig trở lại với tư cách là nhà thiết kế bối cảnh, đã thiết kế bối cảnh trong bốn bộ phim đầu tiên. Có một số cảnh mới đáng chú ý trong bộ phim này. Tâm nhĩ trong Bộ Pháp thuật có chiều dài hơn 200 feet, khiến nó trở thành bộ lớn nhất và đắt nhất được xây dựng cho loạt phim Potter cho đến nay. Thiết kế của Craig được lấy cảm hứng từ các ga tàu điện ngầm thời kỳ đầu ở London , nơi mà theo ông, các kiến trúc sư "cố gắng bắt chước kiến trúc cổ điển nhưng họ sử dụng gạch men", cũng như Burger King trên Đường Tottenham Court ở London, nơi "có một điều tuyệt vời Mặt tiền thời Victoria, hiện thân của thời đại ". Bộ Số Mười Hai, Nơi Grimmauld chứa tấm thảm gia đình Đen trải khắp ba bức tường; khi các nhà sản xuất nói với Rowling rằng họ muốn hình dung chi tiết từng cái tên và năm sinh, cô ấy đã gửi fax cho họ một bản sao hoàn chỉnh của toàn bộ cây. Bối cảnh Hall of Prophecies được xây dựng hoàn toàn bằng kỹ thuật số. Trong một cảnh chiến đấu xảy ra ở đó, những lời tiên tri rơi xuống đất và tan vỡ; nếu nó là một bộ thực tế, thời gian đặt lại sẽ là hàng tuần.
Bối cảnh được sử dụng cho cảnh xét xử của Igor Karkaroff trong Chiếc cốc lửa đã được tăng gấp đôi kích thước cho phiên tòa của Harry trong phim này, trong khi vẫn bảo vệ tính đối xứng của nó. Giáo sư mới Dolores Umbridge, mặc dù cô ấy giảng dạy trong một lớp học đã xuất hiện trong các bộ phim từ hai đến bốn, sống trong một văn phòng hoàn toàn khác so với những người tiền nhiệm của cô. Bộ này đã được trang trí lại với "lông tơ, màu hồng" và một số tấm trên đó những chú mèo con đang di chuyển được làm hoạt hình trong quá trình hậu sản xuất. Một buổi chụp ảnh kéo dài 24 giờ đã được tổ chức để chụp và quay phim những chú mèo con để sử dụng trên những tấm này. Chiếc bút lông mà Umbridge đưa cho Harry để viết dòng được thiết kế bởi các nhà thiết kế.

## Những điểm khác so với sách
Với 766 trang trong ấn bản Anh và 870 trong ấn bản Mỹ, Hội Phượng hoàng là cuốn sách dài nhất trong bộ truyện Harry Potter, tuy nhiên bộ phim lại ngắn thứ hai. Nhà biên kịch Michael Goldenberg mô tả nhiệm vụ cắt bỏ cuốn tiểu thuyết của ông là tìm kiếm "cách tương đương tốt nhất để kể câu chuyện. Công việc của tôi là giữ đúng tinh thần của cuốn sách, chứ không phải theo bức thư". Goldenberg nói rằng Rowling đã nói với anh ấy, các nhà sản xuất và Yates rằng "cô ấy chỉ muốn xem một bộ phim tuyệt vời, và cho phép [họ] sử dụng bất kỳ quyền tự do nào mà [họ] cảm thấy [họ] cần để dịch cuốn sách thành một bộ phim mà cô ấy sẽ yêu thích". Goldenberg giải thích rằng việc cắt bớt cuốn sách để đáp ứng khung thời gian của bộ phim trở nên "rõ ràng hơn khi [ông] nhận ra rằng nguyên tắc tổ chức của kịch bản là để kể lại hành trình cảm xúc của Harry". Anh ấy và Yates "tìm mọi cơ hội để có được mọi thứ [họ] có thể vào đó. Và nơi [họ] không thể, để bày tỏ lòng kính trọng đối với nó, để có nó ở đâu đó trong nền hoặc để cảm thấy thích nó. có thể diễn ra ngoài màn hình".
Một điều mà Goldenberg phải thực hiện, điều mà anh "ghét" phải làm, đó là sự vắng mặt của Quidditch, môn thể thao Phù thủy.  "Sự thật là bất kỳ bộ phim nào được làm từ cuốn sách này, do ai làm ra nó, bao gồm cả cốt truyện phụ Quidditch sẽ là một bộ phim kém chất lượng hơn", ông nói. Trong cuốn sách, Ron phát triển như một nhân vật bằng cách thử sức với đội Quidditch. "Ron phải đối mặt với những thử thách và bước vào cuộc sống của mình theo cách giống như Harry, chúng tôi đã cố gắng đưa điều đó vào phim theo những cách khác, càng nhiều càng tốt. Vì vậy, bạn cảm thấy, nếu không phải là chi tiết của câu chuyện đó, ít nhất là tinh thần của nó hiện diện trong phim". Sự thay đổi này đã làm thất vọng nam diễn viên Rupert Grint, người đã "khá mong đợi những thứ Quidditch".
Trong một cảnh quan trọng của cuốn sách, Harry thấy một ký ức về việc cha của mình đã sỉ nhục Snape trong những ngày còn đi học của họ, và Snape đã xúc phạm mẹ cậu sau khi bà đứng ra bênh vực cậu. Trong phim, nó được viết tắt thành "ý tưởng", theo cách nói của Goldenberg. "Đó là một khoảnh khắc mang tính biểu tượng khi bạn nhận ra cha mẹ mình là những con người bình thường, có khuyết điểm. ... Mọi thứ dần được cắt tỉa, nhưng tôi vẫn giữ nguyên vẹn điều đó - và đó là điều thực sự mang đến cho tôi câu chuyện về tuổi mới lớn." Lily Potter lúc trẻ hoàn toàn không xuất hiện, nhưng ảnh chụp màn hình quảng cáo cho thấy thiếu niên Susie Shinner vô danh trong vai diễn này.
Cảnh tại bệnh viện St Mungo's, nơi Harry và bạn bè gặp người bạn cùng lớp Neville Longbottom và biết rằng cha mẹ cậu đã bị Bellatrix Lestrange tra tấn đến điên cuồng, đã bị cắt vì nó yêu cầu phải xây dựng một bối cảnh mới. Mục đích chính của cảnh quay được chuyển đến Phòng Yêu cầu sau một trong những bài học của Đội quân Dumbledore. Ngoài ra, để đẩy nhanh cao trào của bộ phim, một số sự kiện trong Bộ dẫn đến trận chiến của Harry với Voldemort đã bị loại bỏ, bao gồm cả phòng não. Bà Weasley gặp phải một kẻ lừa đảo ở Grimmauld Place, Ron, Hermione và Malfoy trở thành quận trưởng, sự xuất hiện của Mundungus Fletcher, và Firenze dạy Bói toán cũng theo đó.
Nhân vật gia tinh Kreacher, người chỉ được đưa vào kịch bản theo yêu cầu của Rowling, có một phần lớn hơn trong cuốn sách so với bộ phim. Trong cuốn tiểu thuyết, anh ta đã cứu một số đồ tạo tác của gia đình Black mà Hội Phượng hoàng vứt bỏ, bao gồm cả một chiếc mề đay mà cuối cùng lại cực kỳ quan trọng trong cuốn thứ bảy. "Thật là khó khi nêu ra điều đó trong câu chuyện của chúng tôi, bởi vì nó còn rất nhiều về sau", Yates nói. "Chúng tôi nghĩ rằng chúng tôi có thể có thể giới thiệu nó sau, và đó là cách tiếp cận mà chúng tôi đã thực hiện".  Trong khi Kreacher vẫn ở lại, tất cả các phần liên quan đến Dobby đều bị cắt, và các hành động quan trọng của anh ta được giao cho các nhân vật khác.
Rita Skeeter, nhà báo do Miranda Richardson thủ vai trong Chiếc cốc lửa, cũng bị loại bỏ. Trong cuốn sách, Hermione tống tiền cô ấy viết một bài báo ủng hộ Harry khi phần còn lại của thế giới phù thủy phủ nhận những tuyên bố của cậu. Richardson lưu ý rằng "chính xác thì nó sẽ không bao giờ là cuốn sách trên phim. ... Họ sẽ lấy những khía cạnh nhất định từ cuốn sách và biến nó thành thứ mà họ hy vọng sẽ trở thành thương mại và mọi người muốn xem".

## Phát hành

### Tiếp thị
Đoạn giới thiệu đầu tiên được phát hành vào ngày 17 tháng 11 năm 2006, gắn liền với một bộ phim khác của WB, Happy Feet. Nó đã được cung cấp trực tuyến vào ngày 20 tháng 11 năm 2006, trên trang web Happy Feet. Đoạn giới thiệu quốc tế ra mắt trực tuyến vào ngày 22 tháng 4 năm 2007 lúc 14:00 giờ UTC. Vào ngày 4 tháng 5 năm 2007, đoạn giới thiệu tại Hoa Kỳ được trình chiếu trước Người Nhện 3.
Ba tấm áp phích được tung ra trên Internet cho thấy Harry đi cùng với sáu người bạn cùng lớp, bao gồm cả Hermione Granger, đã gây ra một số tranh cãi bởi giới truyền thông. Về cơ bản chúng giống nhau một bức tranh, mặc dù một bức đã quảng cáo cho việc phát hành IMAX. Trong một tấm áp phích, tiểu sử của Hermione, do Emma Watson thủ vai, được làm cong hơn khi đường viền của bộ ngực cô ấy được nâng cao. Melissa Anelli, quản lý web của trang web nổi tiếng về người hâm mộ The Leaky Cauldron, đã viết:
Phiên bản trò chơi điện tử, do EA UK thiết kế, được phát hành ngày 25 tháng 6 năm 2007, cũng như trò chơi di động Harry Potter: Mastering Magic của EA Mobile. Lego chỉ sản xuất một bộ, một mô hình của trường Hogwarts, số bộ thấp nhất cho một bộ phim cho đến nay. NECA đã sản xuất một loạt các mô hình nhân vật hành động, trong khi một loạt các nhân vật nhỏ hơn cũng được sản xuất bởi PopCo Entertainment, một công ty Corgi International.

### Chiếu rạp
Bộ phim là bộ phim Harry Potter thứ ba được phát hành đồng thời tại các rạp chiếu thông thường và IMAX. Bản phát hành IMAX giới thiệu toàn bộ phim ở định dạng 2D và 20 phút cuối cùng của phim ở định dạng 3D. Theo ước tính vào tháng 3 năm 2007 của Warner Bros., bộ phim sẽ ra mắt trên 10.000 rạp chiếu trong mùa hè.
Các bản xem trước của bộ phim bắt đầu vào tháng 3 năm 2007 tại khu vực Chicago. Trong điều kiện an ninh chặt chẽ để ngăn chặn vi phạm bản quyền, WB đã cho các nhân viên an ninh tuần tra các lối đi, tìm kiếm các camera điện thoại di động hoặc các thiết bị ghi âm nhỏ, tại một buổi xem trước ở Nhật Bản. Buổi ra mắt thế giới diễn ra tại Tokyo, Nhật Bản vào ngày 28 tháng 6 năm 2007. Người dùng MySpace có thể mang theo bản sao hồ sơ trực tuyến của họ để được vào cửa miễn phí xem trước lén lút ở tám thành phố khác nhau trên toàn quốc vào ngày 28 tháng 6 năm 2007. Buổi ra mắt tại Vương quốc Anh diễn ra vào ngày 3 tháng 7 năm 2007 tại Quảng trường Odeon Leicester của London, trong đó tác giả J. K. Rowling đã xuất hiện trước công chúng. Buổi ra mắt tại Hoa Kỳ diễn ra vào ngày 8 tháng 7 tại Los Angeles. Sau buổi công chiếu, ba ngôi sao trẻ của loạt phim là Radcliffe, Grint và Watson đã được vinh danh trong một buổi lễ đặt dấu tay, dấu chân và "dấu chân" của họ trên xi măng trước Nhà hát Trung Quốc của Grauman.
Ban đầu, Warner Bros. đặt ngày phát hành tại Úc là 6 tháng 9 năm 2007, gần hai tháng sau phần lớn các ngày phát hành khác. Tuy nhiên, sau những khiếu nại từ cộng đồng Úc, bao gồm cả một bản kiến nghị thu hút được 2.000 chữ ký, ngày này đã được lùi lại thành ngày 11 tháng 7 năm 2007. Ngày phát hành của bộ phim ở Anh và Mỹ cũng được dời lại, cả hai đều từ ngày 13 tháng 7, sang 12 và 11 tháng 7, tương ứng.
Mặc dù cuốn sách dài nhất trong bộ (hơn 700 trang), bộ phim dài 138 phút (2 giờ 18 phút), ngắn thứ hai trong toàn bộ loạt phim.

### Phương tiện tại gia
Các đĩa DVD bao gồm các cảnh bổ sung, một đoạn phim chiếu lại một ngày trong cuộc đời của Natalia Tena, người đã đóng vai Nymphadora Tonks, một bộ phim tài liệu A&E về các bộ phim và sách, và một đoạn giới thiệu về biên tập phim ở Hội Phượng Hoàng. DVD-ROM có dòng thời gian và đoạn giới thiệu về bộ phim tiếp theo, Harry Potter và Hoàng tử lai (2009). HD DVD và Blu-ray chứa các tính năng bổ sung, chẳng hạn như "trải nghiệm trong phim", một video bình luận trong đó các thành viên của Quân đoàn Dumbledore chia sẻ những khoảnh khắc yêu thích của họ trong quá trình sản xuất bộ phim và "tiêu điểm" giới thiệu về mức độ chắc chắn cảnh của bộ phim đã được thực hiện.  HD DVD cũng bao gồm một tính năng độc quyền được gọi là "chiếu cộng đồng", cho phép chủ sở hữu của HD DVD xem phim cùng nhau qua Internet. Hội Phượng Hoàng là DVD bán chạy thứ bảy trong năm 2007, với 10,14 triệu bản. Các đĩa DVD độ nét cao đã bán được tổng cộng 179.500 bản, với nhiều đơn vị hơn đến từ phiên bản Blu-ray.
Ngoài ra còn có một DVD thứ ba với các phần bổ sung có cảnh hậu trường về các bộ phim. Điều này chỉ có thể được tìm thấy trong những sản phẩm được mua tại các cửa hàng Target (Future Shop ở Canada) vì đây là sản phẩm độc quyền của Target. Gói này bao gồm một mã dùng một lần để kích hoạt bản sao kỹ thuật số của phim, bản này có thể được phát trên máy tính có Windows Media Player. Không thể phát bản sao kỹ thuật số trên các thiết bị iPod của Macintosh hoặc Apple Inc. Vấn đề này đã được giải quyết một phần, với bộ phim được cung cấp trên iTunes Store ở Anh chứ không phải ở Mỹ.

### Tại Việt Nam
Tại Việt Nam phim được trình chiếu trên kênh HTV3 vào ngày 28 tháng 2 năm 2014 với phiên bản lồng tiếng Việt. Vào ngày 8 tháng 1 năm 2022 phim được trình chiếu với bản thuyết minh tiếng Việt trên kênh Cartoon Network. Phim dự kiến được tái phát hành tại các rạp chiếu từ ngày 18 tháng 11 năm 2022.

## Đón nhận

### Phòng vé
Phim có doanh thu 5 ngày mở màn trên toàn thế giới là 333 triệu đô la, doanh thu mở màn lớn thứ mười bốn mọi thời đại. Tại Hoa Kỳ, vé cho hàng trăm suất chiếu lúc nửa đêm của bộ phim, được mua từ người bán vé trực tuyến Fandango, đã được bán hết, chiếm khoảng 90% doanh thu bán vé hàng tuần của trang web. Tại Hoa Kỳ và Canada, các buổi chiếu vào lúc nửa đêm (rất sớm ngày 11 tháng 7) đã mang về 12 triệu đô la từ 2.311 buổi triển lãm lúc nửa đêm, khiến buổi chiếu trở thành "loạt triển lãm nửa đêm thành công nhất từ trước đến nay". Về doanh thu một đêm, Hội Phượng hoàng chỉ đứng sau Nơi tận cùng thế giới, bộ phim đã ra mắt sớm hơn bốn giờ vào ngày công chiếu. Trong tài liệu của hãng phim bị rò rỉ vào tháng 7 năm 2010, người ta tiết lộ bộ phim đã "mất" khoảng 167 triệu USD của Warner Bros.
Tại Bắc Mỹ, Hội Phượng hoàng kiếm được thêm 32,2 triệu đô la vào thứ Tư, các suất chiếu sau nửa đêm, trở thành bộ phim có doanh thu một ngày thứ Tư lớn nhất trong lịch sử phòng vé, với tổng cộng 44,2 triệu đô la từ 4.285 rạp. Số tiền đó đứng đầu Người Nhện 2 của Sony Pictures, giữ kỷ lục kể từ năm 2004 với 40,4 triệu đô la vào thứ Tư, cho đến khi kỷ lục này bị phá vỡ vào năm 2009 bởi Transformers: Revenge of the Fallen với 62 triệu đô la. Đây cũng là ngày mở màn lớn thứ năm của một bộ phim trong lịch sử, vào thời điểm đó, vượt qua 42,9 triệu đô la của Nơi tận cùng thế giới. Phim kiếm được 1,9 triệu đô la từ 91 phòng chiếu IMAX kỷ lục, ngày mở màn cao nhất từ trước đến nay cho bất kỳ ngày IMAX nào trong tuần, đánh bại 1,8 triệu đô la của Người Nhện 3. Ở Anh, kết quả cũng tương tự. Bộ phim đã kiếm được 16,5 triệu bảng Anh trong 4 ngày đầu công chiếu, phá kỷ lục phòng vé Anh cho 4 ngày cuối tuần công chiếu lớn nhất từ trước đến nay.
Doanh thu của Hội Phượng hoàng là 292,4 triệu đô la ở Mỹ và Canada, trở thành bộ phim có doanh thu cao thứ năm trong năm 2007 ở những khu vực này, và 49,2 triệu bảng Anh, hay 101,4 triệu đô la ở Anh. Trên bình diện quốc tế, nó đã thu về 648 triệu đô la, là bộ phim có tổng doanh thu cao thứ bảy từ trước đến nay ở nước ngoài,  với tổng số 942 triệu đô la trên toàn thế giới khiến nó trở thành bộ phim có doanh thu cao thứ hai trong năm sau Cướp biển vùng Caribe: Nơi tận cùng thế giới với tổng doanh thu 960 triệu đô la Mỹ. Nó trở thành phim có doanh thu cao thứ sáu trong lịch sử vào thời điểm đó, là phim Potter có doanh thu cao thứ hai trên toàn thế giới, và là phim Potter thứ hai vượt mốc 900 triệu đô la, cũng như phim Potter có doanh thu cao thứ tư trong loạt phim sau Harry Potter và Bảo bối Tử thần – Phần 2 là 1,341 tỷ đô la, Harry Potter và Hòn đá phù thủy là 974 triệu đô la, Harry Potter và bảo bối tử thần – Phần 1 là 960 triệu đô la và là phim có doanh thu cao nhất năm 2007 ở Úc và Anh. IMAX Corporation và Warner Bros. Pictures thông báo rằng bộ phim đã thu được hơn 35 triệu đô la trên các phòng chiếu IMAX trên toàn thế giới, với mức trung bình ấn tượng trên mỗi màn hình là 243.000 đô la khiến nó trở thành bộ phim phát hành IMAX người thật có doanh thu cao nhất trong lịch sử. Tại Nam Phi, bộ phim mở màn ở vị trí số 1 với tổng doanh thu 944,082.00 đô la, được chiếu tại 87 rạp.